# فرودگاه شهرستان داگلاس آریزونا
فرودگاه شهرستان داگلاس آریزونا (به انگلیسی: Douglas Municipal Airport (Arizona)) (به زبان بومی: Douglas AAF) یک فرودگاه همگانی بهره‌برداری هوایی با کد یاتا DGL است که یک باند فرود آسفالت دارد و طول باند آن ۱۷۵۶ متر است. این فرودگاه در شهر داگلاس، آریزونا کشور ایالات متحده آمریکا قرار دارد و در ارتفاع ۱۲۷۲ متری از سطح دریا واقع شده‌است.